# Фазилова Туфа Фазилівна
Туфа Фазилівна Фазилова (тадж. Тӯҳфа Фозилова; 25 квітня 1917, Канібадам — 3 лютого 1985, Душанбе) — радянська оперна співачка (ліричне сопрано), акторка. Народна артистка СРСР (1957).

## Біографія
Народилася 24 квітня 1917 року в місті Канібадам (нині в Согдійської області Таджикистану).
З 1930 року - співачка Канібадамського музично-драматичного театру. З 1933 року - співачка Узбецького театру музичної драми (нині Великий театр опери і балету ім. Алішера Навої) (Ташкент), де навчалася під керівництвом Халіми Насирової. У 1934-1940 роках - солістка Таджицького музичного театру (Сталінабад, нині Душанбе). У 1940-1948 роках - солістка Таджицького театру опери та балету імені С. Айні, створеного на базі Таджицького музичного театру. З 1948 року - акторка Таджицького театру драми ім. А. Лахути (Душанбе).
Виступала на естраді як співачка, виконавиця оперних партій, вокальних творів таджицьких композиторів, таджицьких і узбецьких народних пісень.
Гастролювала по багатьох містах СРСР, а також за кордоном: Іран, Афганістан.
Знімалася в кіно. Брала участь в дублюванні на таджицькій мові близько 50 художніх фільмів. Членкиня Спілки кінематографістів Таджицької РСР. Член Спілки кінематографістів Таджицької РСР (1963).
Померла 3 лютого 1985 року в Душанбе. Похована на цвинтарі «Лучоб».

## Сім'я
Син — Марат Сабірович Аріпов (1935) — радянський таджицький кіноактор, кінорежисер. Заслужений артист Таджицької РСР (1960).

## Пам'ять
- Документальні фільми про життя і творчий шлях акторки: «Наша Туфа» (телевізійний, режисер Ш. Кіямов, 1971), «Секрет акторки» (режисер В. Ервайс, 1977).
- У 1985 році Канібадський музично-драматичний театр названий ім'ям актриси.